# Landa di Luneburgo

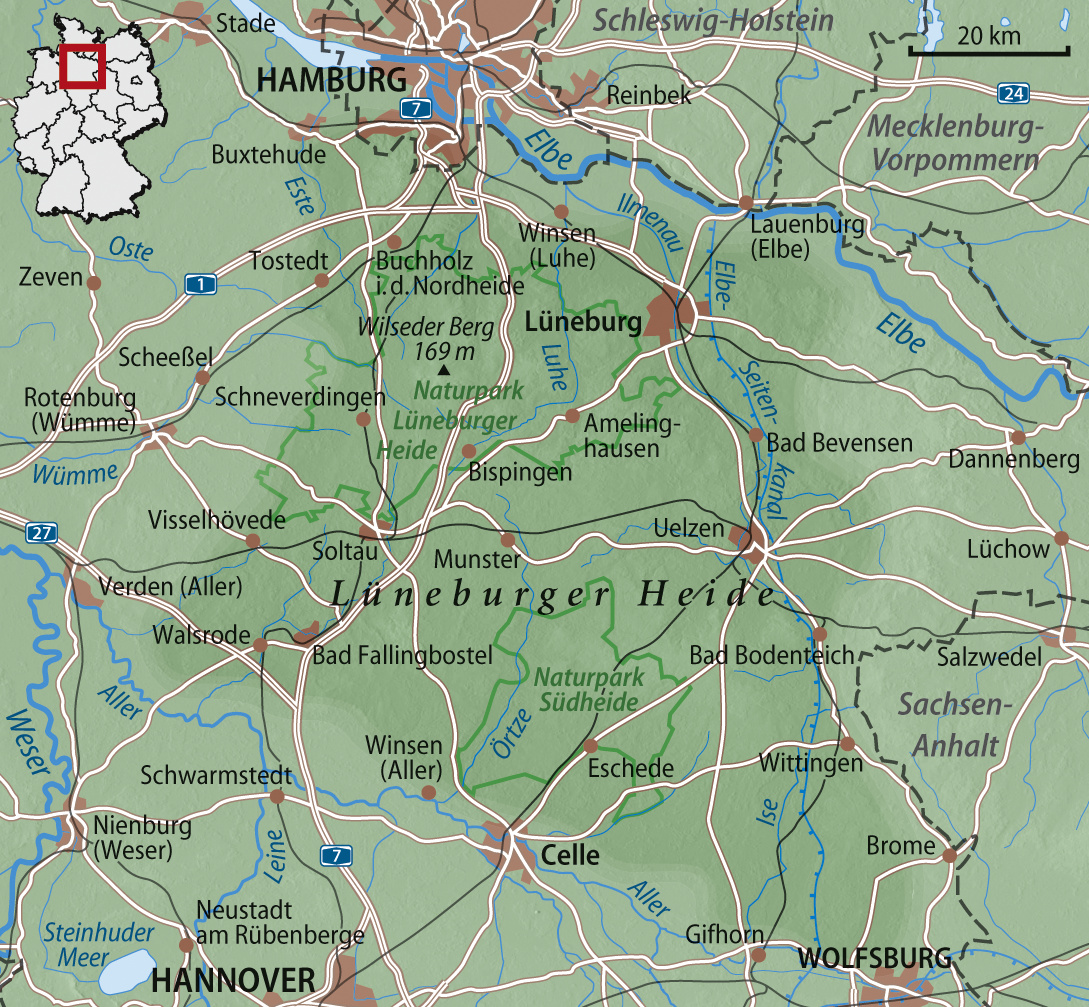
Localizzazione della Landa di Luneburgo.

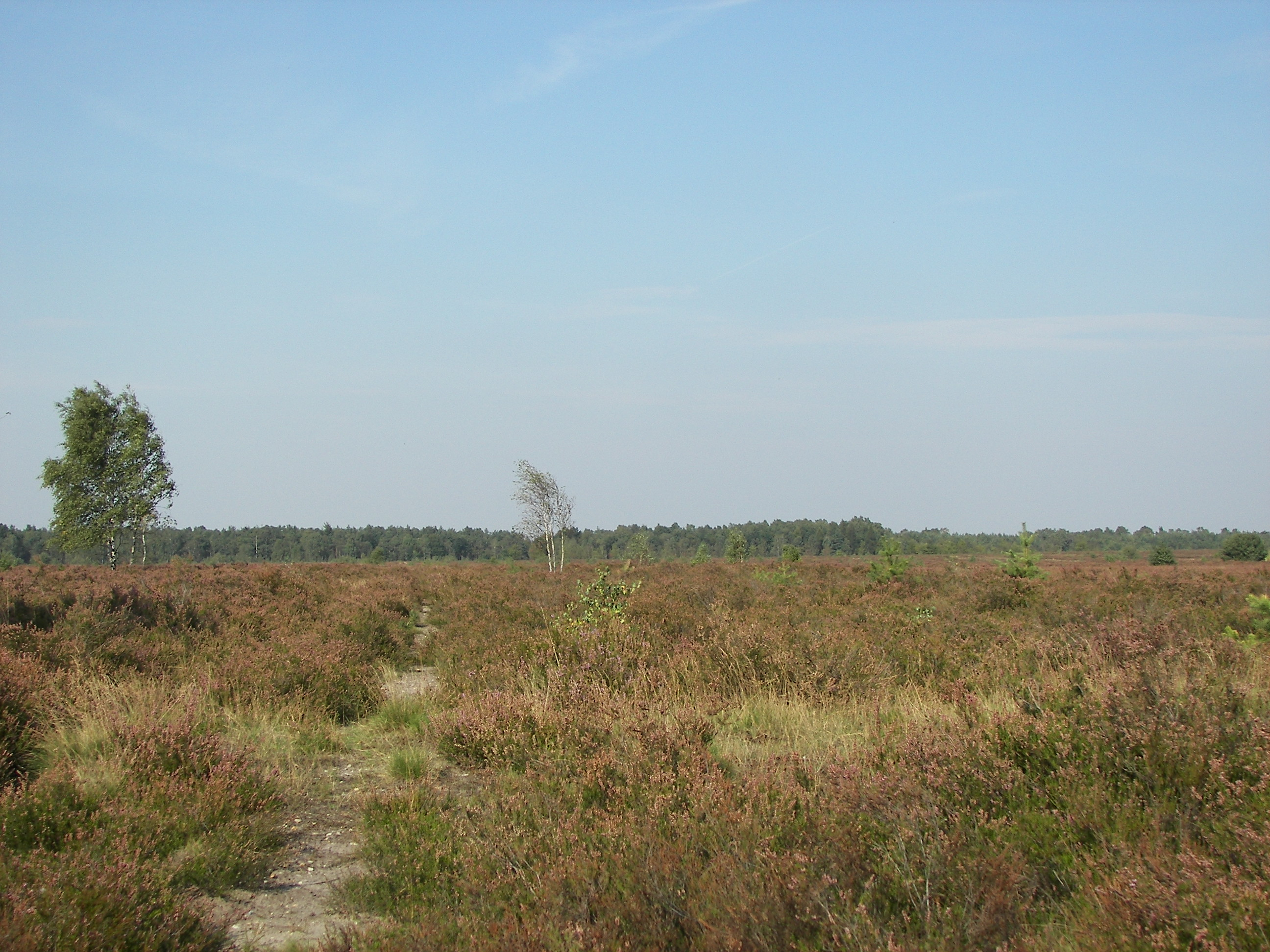
Una tipica veduta della landa vicino a Schneverdingen.

La Landa di Luneburgo (in italiano anche, meno correttamente, brughiera di Luneburgo o di Lüneburg; in tedesco Lüneburger Heide) è una regione della Bassa Sassonia, in Germania. Copre l'area tra le città di Amburgo, Hannover e Brema. Nella zona si parla il basso sassone.

## Geografia

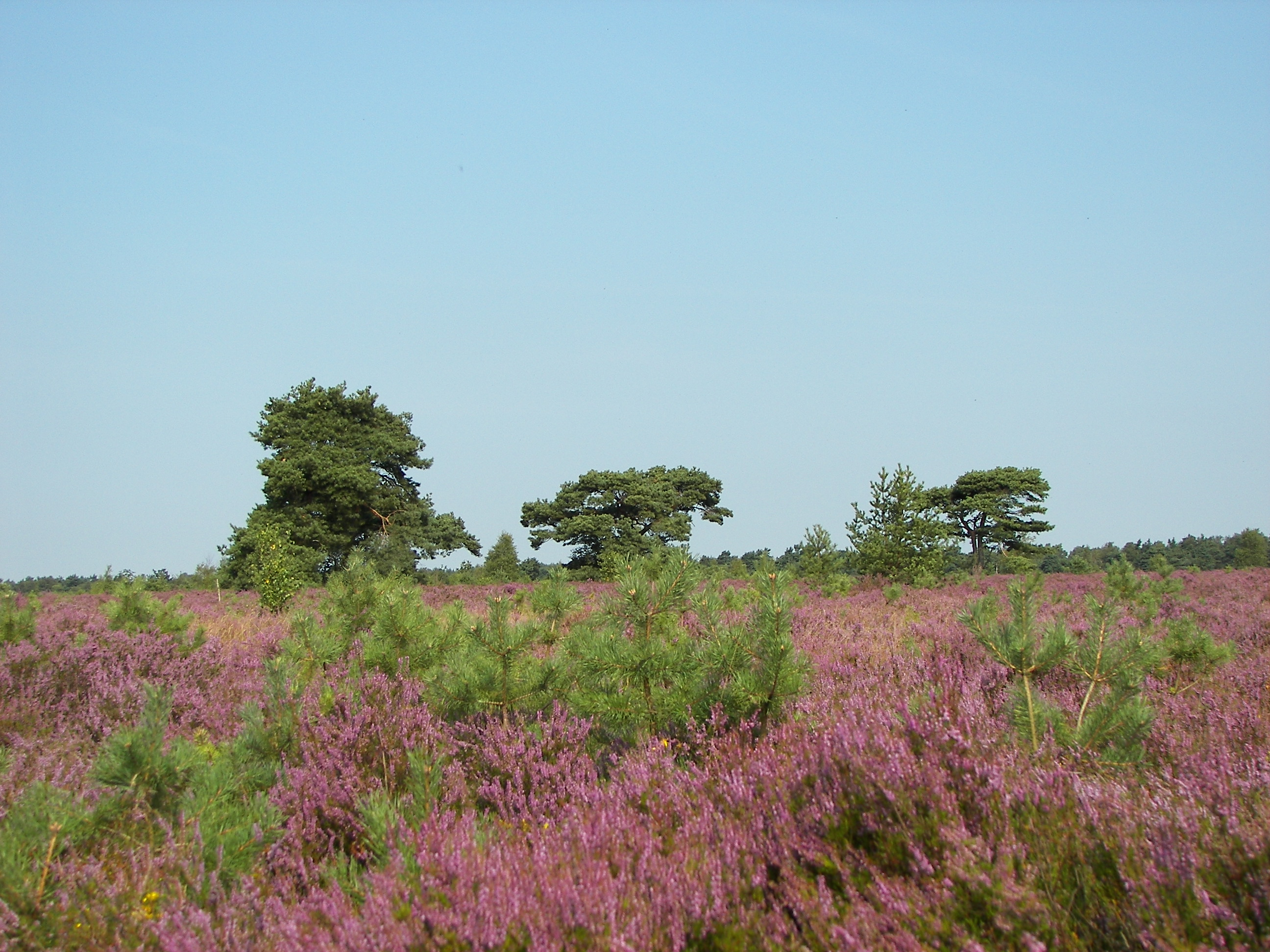
Veduta dei prati di erica in fiore

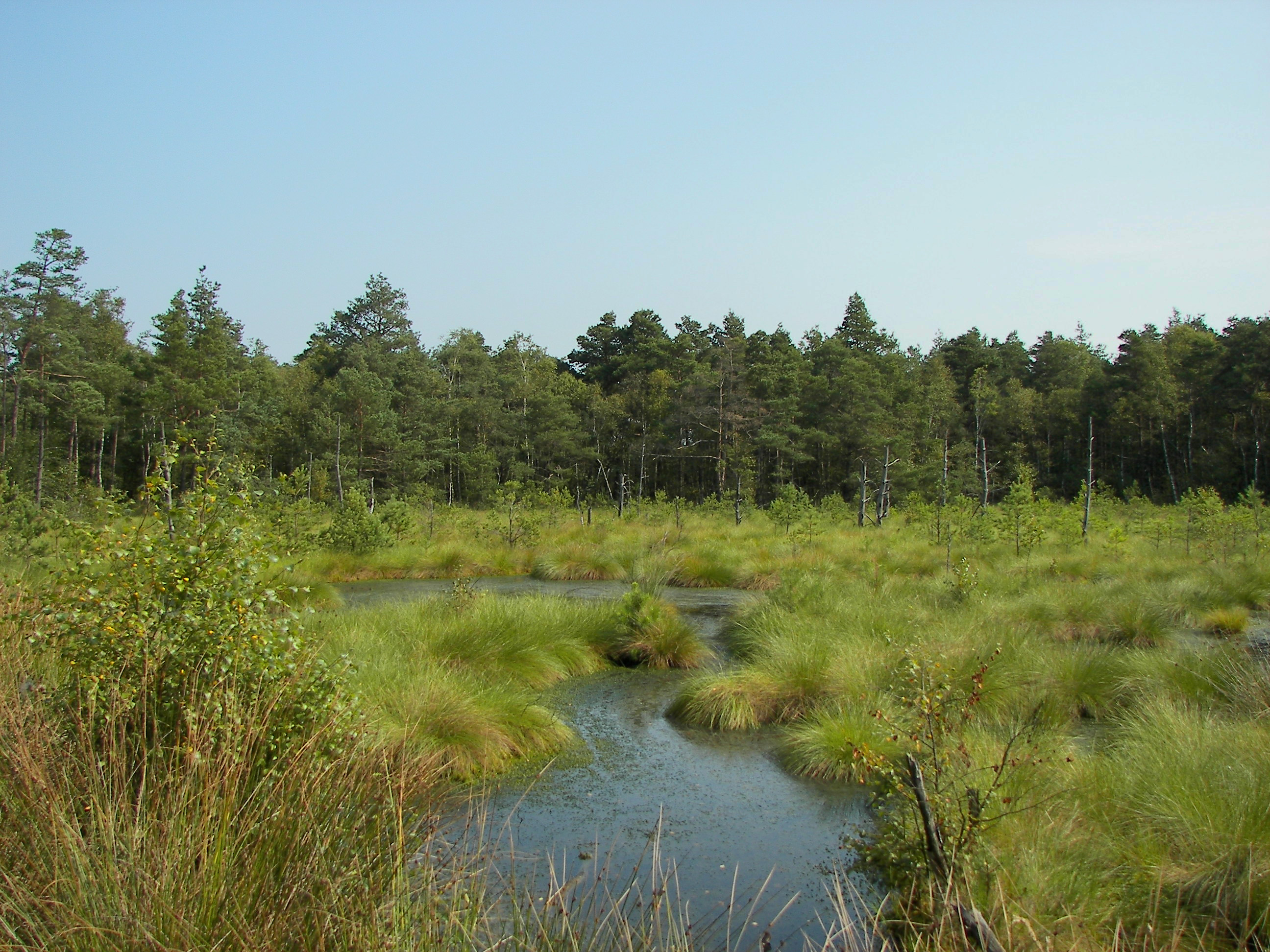
La torbiera di Pietzmoor

La regione è coperta da una vegetazione di landa. Il paesaggio si è originato nel periodo medievale quando vennero abbattute le foreste per ottenere il legname che serviva alla produzione del sale a Luneburgo. La zona più alta è il Wilseder Berg a 169,2 m sul livello del mare.
Da un punto di vista geografico, la Landa di Luneburgo è una regione naturale specifica, cioè un'area contraddistinta da una specifica combinazione di fattori abiotici (clima, rilievo, risorse idriche, suolo, geologia) e biotici (flora e fauna). La Landa di Luneburgo è una sottodivisione della pianura del Nord Europa. Nell'elenco delle principali regioni naturali della Germania pubblicato dall'Ufficio federale per la conservazione della natura (Bundesamt für Naturschutz) è la regione numero D28.
La Landa di Lüneburg copre un'area che comprende i distretti (in tedesco Landkreise) di Celle, Gifhorn, Heidekreis, Uelzen, Luneburgo, Lüchow-Dannenberg e il distretto rurale di Harburg. I margini più orientali appartenenti al distretto di Verden, sono chiamati Lintelner Geest o Verdener Heide e fanno parte del comune di Kirchlinteln. Questa regione non ha un confine ben definito con la Landa di Luneburgo.
La Landa di Luneburgo è compresa tra i fiumi Elba a nord, Drawehn a est, Aller a sud e sud-ovest, il corso medio della Wümme a ovest e le colline di Harburg (Harburger Berge) a nord-ovest.
Al margine nord-occidentale della Landa di Luneburgo si trovano le colline di Harburg e a sud di Schneverdingen si trovano delle torbiere, come la Pietzmoor. Alcune parti della Landa di Luneburgo fanno parte del Parco naturale della Südheide, altre del Parco naturale della Landa di Luneburgo.

## Storia
Le analisi polliniche dimostrano che i terreni aridi sabbiosi della Germania settentrionale sono stati coltivati fin dal 3000 a.C. circa. Il disboscamento con il fuoco e la coltivazione di colture sui terreni sabbiosi del Pleistocene hanno tuttavia portato rapidamente alla degradazione del suolo. Per questo motivo, i terreni bonificati dal fuoco potevano essere utilizzati solo per un breve periodo. Gli insediamenti si spostavano spesso e i boschi venivano disboscati altrove. Già a quell'epoca comparvero le prime brughiere di calluna (erica).
Testimonianze di insediamenti relativamente densi si trovano soprattutto nel distretto di Uelzen. Nella Landa di Luneburgo si trovano numerosi siti megalitici e tumuli risalenti al Neolitico e alla prima Età del Bronzo. I più famosi sono l'Oldendorfer Totenstatt e le Sieben Steinhäuser (sette case di pietra). Ma anche nella Riserva Naturale della Landa di Luneburgo ci sono più di mille tumuli: il più grande di questi tumuli è la cosiddetta "Tomba del Principe" (in tedesco Fürstengrab). Anche vicino a Wilsede si trova il noto gruppo di pietre e ginepri noto come "Tomba di Annibale" (in tedesco Hannibals Grab).
Dopo il ritiro dei Longobardi nel periodo delle migrazioni, dal 700 circa la Landa di Luneburgo appartenne al Ducato di Sassonia, che fu conquistato da Carlo Magno nel IX secolo e divenne parte dell'Impero franco. Il conseguente stretto controllo della popolazione e la cristianizzazione fecero sì che gli insediamenti rurali dovessero rimanere in un unico luogo e non potessero più muoversi liberamente. La terra dovette essere coltivata in modo più intensivo e questo portò alla diffusione della brughiera.
Nell'880 avvenne l'omonima battaglia tra Bruno di Sassonia e degli incursori vichinghi.
A seguito del processo di Norimberga, le ceneri dei gerarchi nazisti condannati a morte vennero seppellite in un luogo segreto della Landa di Luneburgo, vicino al fiume Elba.

## Turismo
L'area oggi è una popolare destinazione turistica. Ci sono vari parchi a tema come l'Heidepark Soltau, il Weltvogelpark Walsrode (Parco Ornitologico di Walsrode) e il Serengeti Park Hodenhagen, così come molte fattorie e case vacanze che offrono soggiorni, rendendo la landa di Luneburgo più attraente per le famiglie.